# Larseric Janson
Larseric Janson, egentligen Lars Erik Arne Jansson, född 13 december 1923 i Ljusnarsberg, Örebro län, död 21 september 2024 i Stockholm, var en svensk direktör, radioman och översättare, verksam i Örebro och sedan i Stockholm.
Larseric Janson var direktör för IBRA Radio och Dagens förlag inom Dagengruppen för vilken han även var vice VD. Han var inköpschef inom skobranschen innan han 1971 till 1989 tjänstgjorde inom Dagengruppen. Han översatte den välkända Jag har beslutat att följa Jesus till svenska år 1967, en sång som ofta använts vid dopförrättningar, inte minst inom Pingströrelsen.
Under 1950- och 1960-talen var han programledare för det populära radioprogrammet Ungdomens kväll, ett program som tillfälligt återuppstod för en kväll 2006 vid Örebro Pingstförsamlings 90-årsjubileum med Janson på plats. Han har arbetat inom radioverksamhet upp i hög ålder. I 85-årsåldern var han aktiv både i lokal-tv, närradio och som själavårdare. Så sent som 2010 vid nära 87 års ålder ledde han exempelvis ett intervjuprogram i närradiokanalen Radio Rörstrand.
Han anses vara den som upptäckte den kristna sångerskan Evie Tornquist som slog igenom som 14-åring på besök med sina föräldrar i Sverige, och producerade exempelvis hennes skiva Jag kommer till dig som gavs ut 1973.
Larseric Janson gav ut sin självbiografi i form av en ljudbok år 2007.
Han var från 1948 gift med Hemmets vän-journalisten Daga Janson, som avled 2011.

## Diskografi i urval
- Ting som berör toner som talar (Ljudbok) (CD) 2007.